# Chevrolet C-10
La Chevrolet C-10 es una camioneta pickup grande de la marca estadounidense Chevrolet, lanzada al mercado para competir con la Ford F-100 y la Dodge D series, y que se comercializó desde 1960 hasta 1999 en América del Norte, y de 1960 a 2001 en América del Sur.

## Historia
La primera camioneta Chevrolet apareció en 1924, aunque el diseño propio de Chevrolet no apareció hasta 1930. "C" denota dos ruedas motrices, mientras que "K" denota tracción en las cuatro ruedas. La camioneta de trabajo ligero C/K fue sustituido por la Chevrolet Silverado y la GMC Sierra en 1999 en los EE.UU. y Canadá, 2000 en México y 2001 en Brasil. La Chevrolet Silverado HD y GMC Sierra HD (Heavy Duty) son camionetas de trabajo pesado introducidas en el 2001.

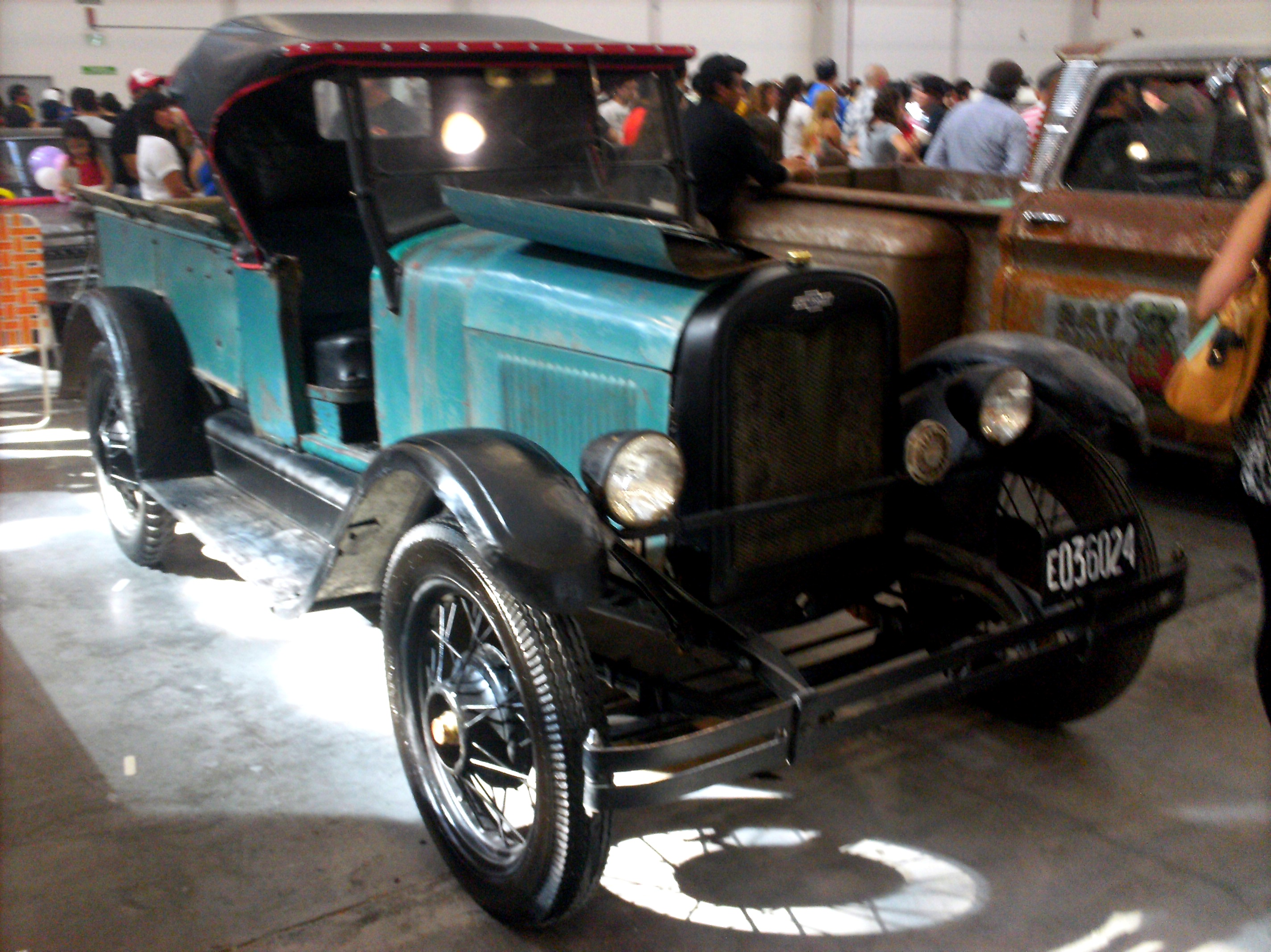
Una de las primeras camionetas Chevrolet de los años 1920

## Primera generación (1960 - 1966)

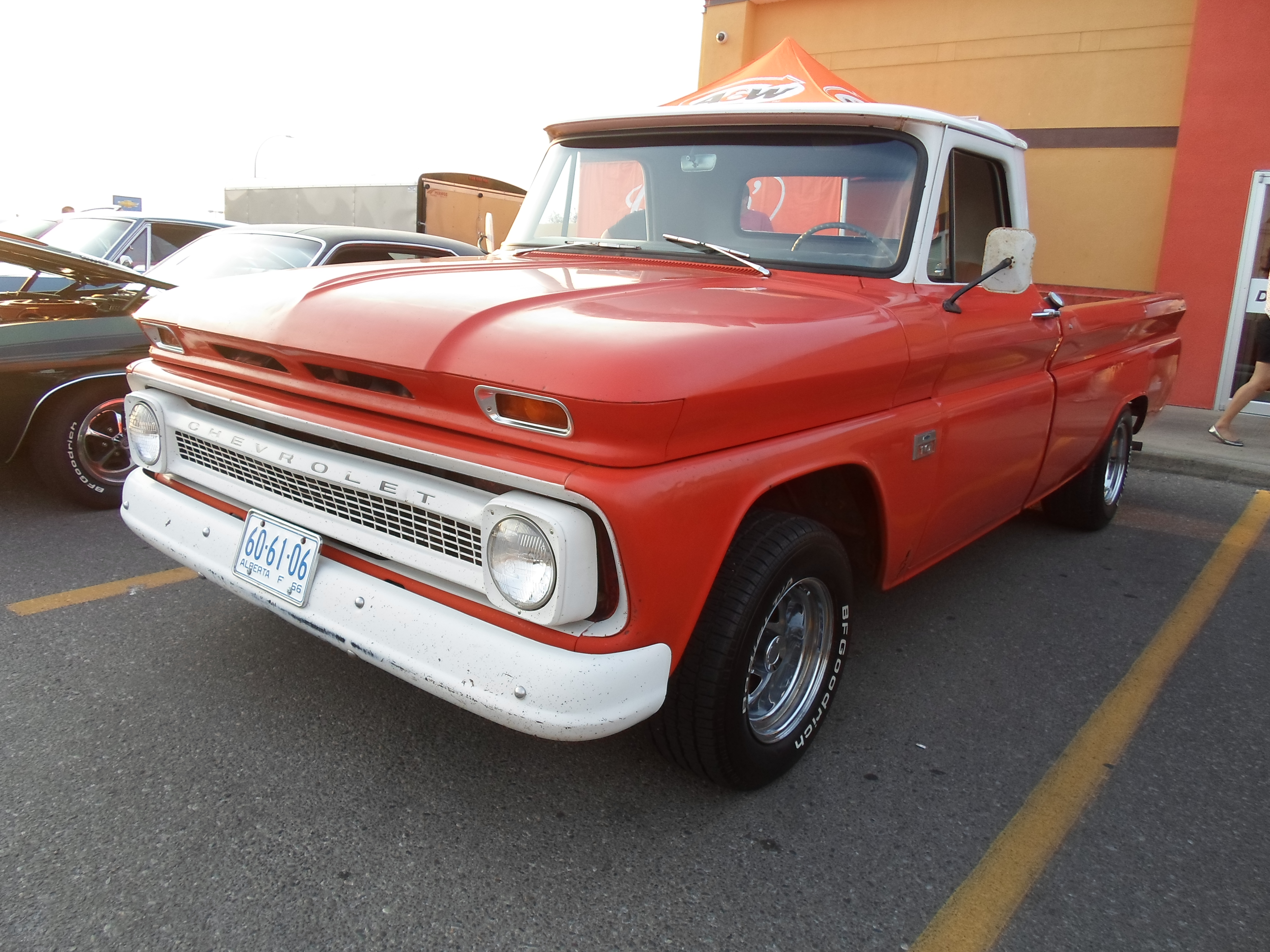

El modelo 1960 introdujo un nuevo estilo de la carrocería de la camioneta pick-up que contó con muchas novedades. El más importante de estos eran un marco de la escalera desplegable central, permitiendo que la cabina se siente inferior, y la suspensión delantera independiente, dando un paseo en coche de casi-como en un camión. Otra de las novedades para 1960 fue un nuevo sistema de designación de los camiones fabricados por GM. Credencialización real de los camiones todavía llevaba el sistema de nombre de la serie de la generación anterior C-10. El techo de la cabina utiliza construcción de doble pared de acero a diferencia de los otros fabricantes de automóviles que utilizan un único techo de acero. En algunos países se comercializó con el nombre de Chevrolet C-10 Apache.
Fue el primer vehículo de la marca Chevrolet ensamblado en Argentina con piezas nacionales. En ese entonces, las automotrices aún importaban vehículos o bien importaban sus piezas para su posterior ensamblado. La Apache era una camioneta con apariencia robusta y de un diseño altamente agresivo, que fue mutando poco a poco durante tres períodos.
Un parabrisas ancho, que se extendía más allá de los ángulos laterales de la cabina, las puertas que se extendían por debajo de los parantes del parabrisas, una sección afilada que recorría desde la punta de su trompa, hasta el final de su cabina y unos enormes faros sobre el capó de la camioneta que sólo se utilizaron en el modelo 1960-1961, hacían notar su estilo de diseño de la época en el modelo 1962 y 1963 conservaban la misma cabina con un capot más plano y ya se denominó como C-10. Remataba todo esto con una caja de cargas angosta, con los guardabarros sobresalientes a sus costados y estribos para facilitar el acceso a la misma o para facilitar el elevamiento de carga en el vehículo. A esta caja angosta, se le sumó en 1963, la opcional de caja ancha, prolongando está el diseño de la sección afilada de la cabina y ofreciendo mayor espacio de carga.
La C-10 segunda generacion, fue presentada en 1965 y sufrió un fuerte restyling que la hizo tomar un diseño más moderno. Su parabrisas fue reducido en tamaño, haciendo a las puertas ganar más espacio hasta los ángulos laterales de la cabina y pasando a adoptar nuevos parantes. También, desaparecieron los faros del capó, recibiendo este un alisado en su frente con una pequeña pendiente en la punta. Sin embargo, aún mantenía pero en menor medida, su sección afilada, como así también sus opcionales de caja ancha y caja angosta de carga. 

En cuanto a su motorización, fue presentada utilizando motores nafteros Chevrolet Trifmaster "230" de 3.860 cm³, con 126 HP de potencia y 6 cilindros en línea. En 1963 fue presentada una versión diésel con motor 3285 cm³, 64 HP y 4 cilindros en línea y cigüeñal de 4 apoyos o bancadas. Y en 1965, fue presentado el primer modelo con motor Chevrolet "230" de 3769 cm³, 127 HP y 6 cilindros en línea. Todos los modelos, estaban acoplados a una caja manual de 3 velocidades con palanca al volante.

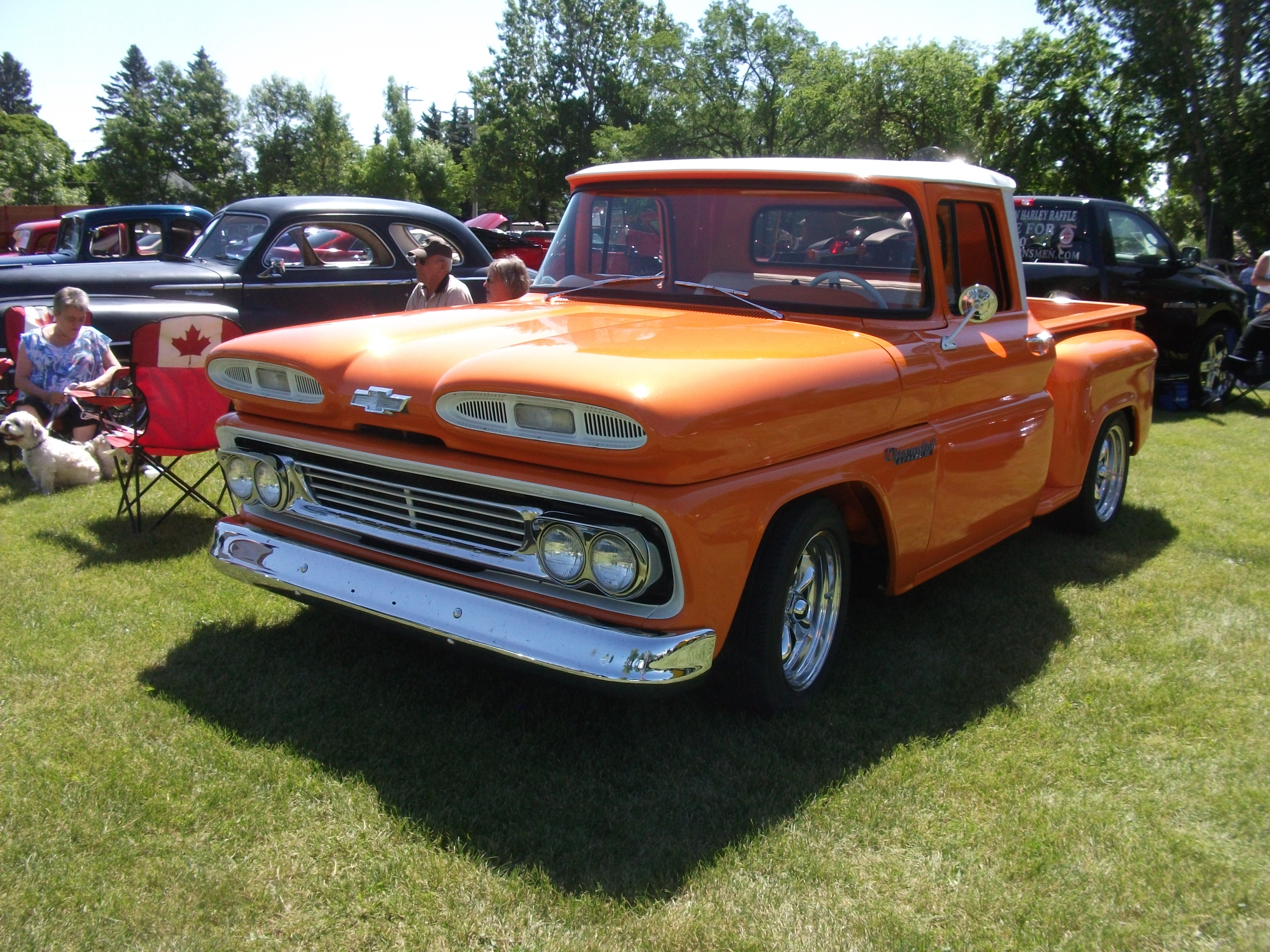
La versión Apache de la camioneta full

## Segunda generación (1967-1972)

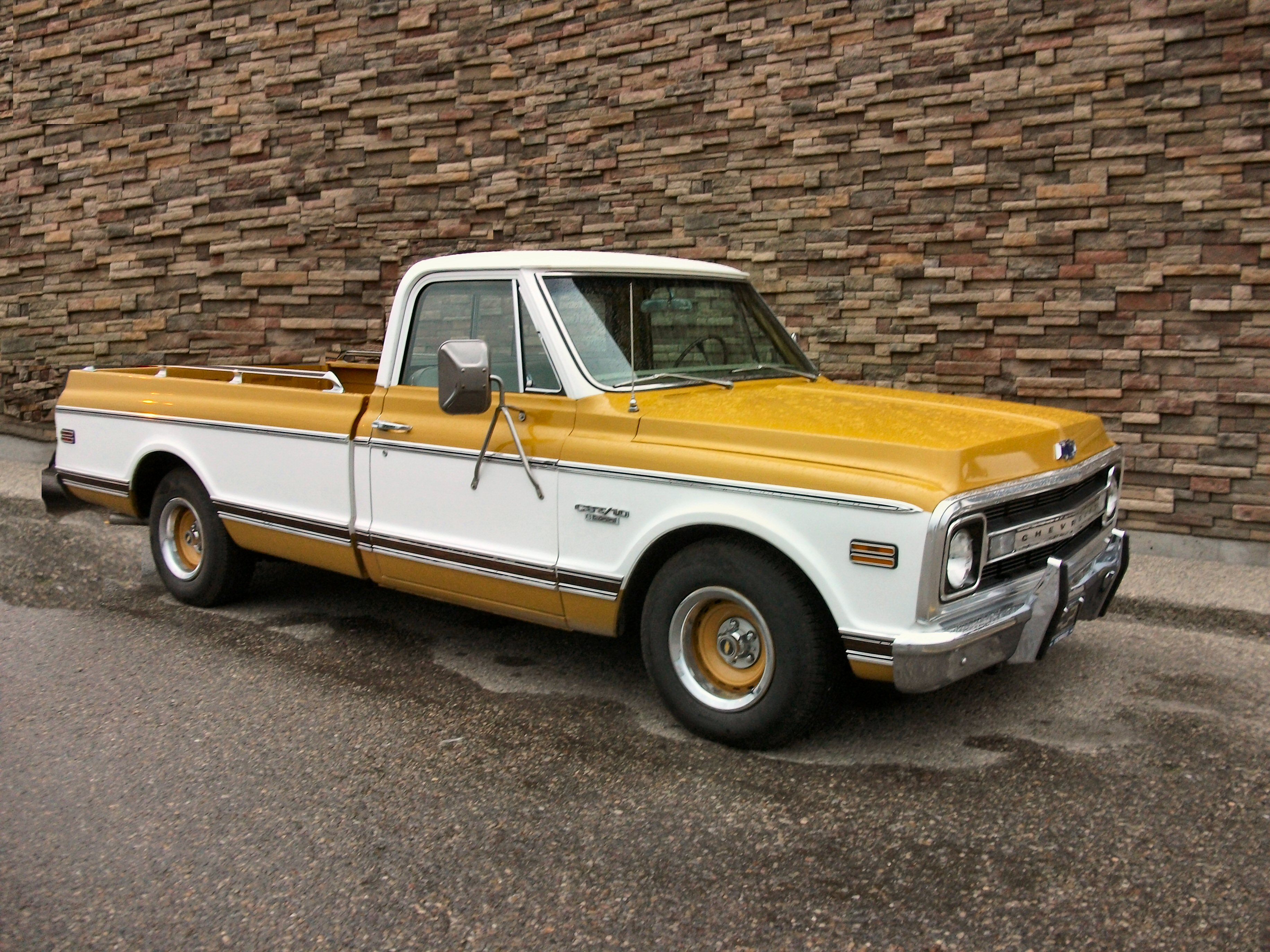

En 1967, fue presentada la segunda generación de la Chevrolet C-10. La misma fue conocida por el público con el apodo de Brava, ya que su comercial de presentación, mostraba a un hombre que se despedía de su novia que hacía un viaje en tren. Al percatarse este hombre que ella se olvidó su cartera, comenzó una persecución al tren a bordo de su camioneta, por caminos sumamente complicados e intransitables, mientras el locutor relataba las bondades que presentaba la camioneta. Al final del comercial, luego de que la camioneta diese alcance al tren en la siguiente estación, aparece escrita la frase ¡Brava! ocupando toda la pantalla.
Esta nueva generación de la C-10 presentaba un estilo de diseño más rectilíneo y alisado que la anterior. De hecho, ya no presentaba las enormes aletas características de los modelos de Chevrolet de los años 60. Lo único que conservaba del modelo anterior, era la doble opción de caja ancha o angosta. Otra de sus variaciones durante el paso de los años, fueron las diferentes modificaciones que la Brava recibió en su parrilla. De 1967 a 1968, la parrilla se dividía en dos por un larguero transversal donde se alojaba el logotipo de Chevrolet en el medio de la misma. De 1969 a 1970, la parrilla fue agrandada, pasando a llevar portafaros rectangulares más grandes, manteniendo el larguero transversal de aluminio, donde ahora figuraba el nombre Chevrolet, mientras que el logo bowtie fue reubicado en la punta del capó. Remataba todo con un rebordeo de aluminio a toda la parrilla. Finalmente de 1971 a 1972, la nueva parrilla de la Brava era una sola pieza en forma de rejilla manteniendo el rebordeo exterior de aluminio y los portafaros rectangulares. El logotipo de Chevrolet retomó su posición anterior en el centro de la parrilla.
En cuanto a su diseño de cabina, la nueva Brava presentó un diseño acorde a los tiempos. Con líneas rectangulares y un capó que sobresalía de la trompa, en forma de trapecio de atrás hacia adelante, dejando notar los guardabarros delanteros, le daba a la Brava una moderna concepción en diseño, listo y preparado para competir contra las nuevas generaciones de sus eventuales rivales: La Ford F-100 y la Dodge D-100.
En cuanto a sus motorizaciones, la nueva Brava fue la que estrenó los nuevos motores denominados Chevrolet "230" de 130 HP, 6 cilindros en línea y 3.8 litros de cilindrada, una segunda generación más potente y moderna del anticuado Trifmaster "230" de 126 HP que equipaba a la Apache. Como opcional, equipó también el nuevo y más poderoso motor Chevrolet "250" de 145 HP, 6 cilindros, 7 bancadas y 4.1 litros de cilindrada, estrenado en 1968 con el Chevrolet 400, pero que jamás equipó a la antigua Apache. Movía toda esta planta motriz, una caja manual de 3 velocidades con palanca al volante. Una novedad tecnológica, traída por la Brava, fue la aparición del diferencial autoblocante Posi-Trac, el cual permitía a la camioneta traccionar cuando una de las ruedas quedaba girando en falso, accionando automáticamente el Posi-Trac y permitiendo una tracción mejor.

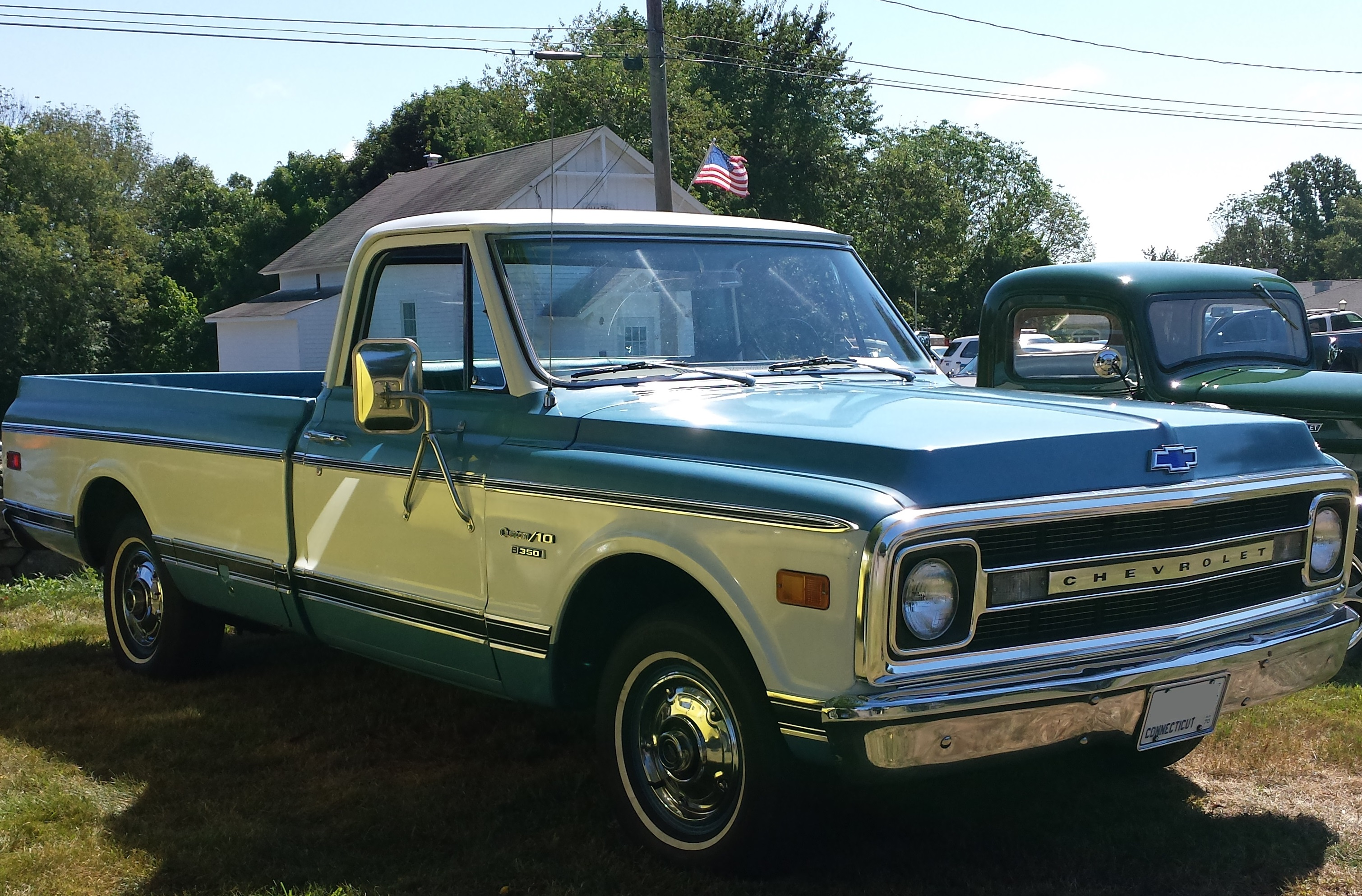

## Tercera generación (1973-1987)

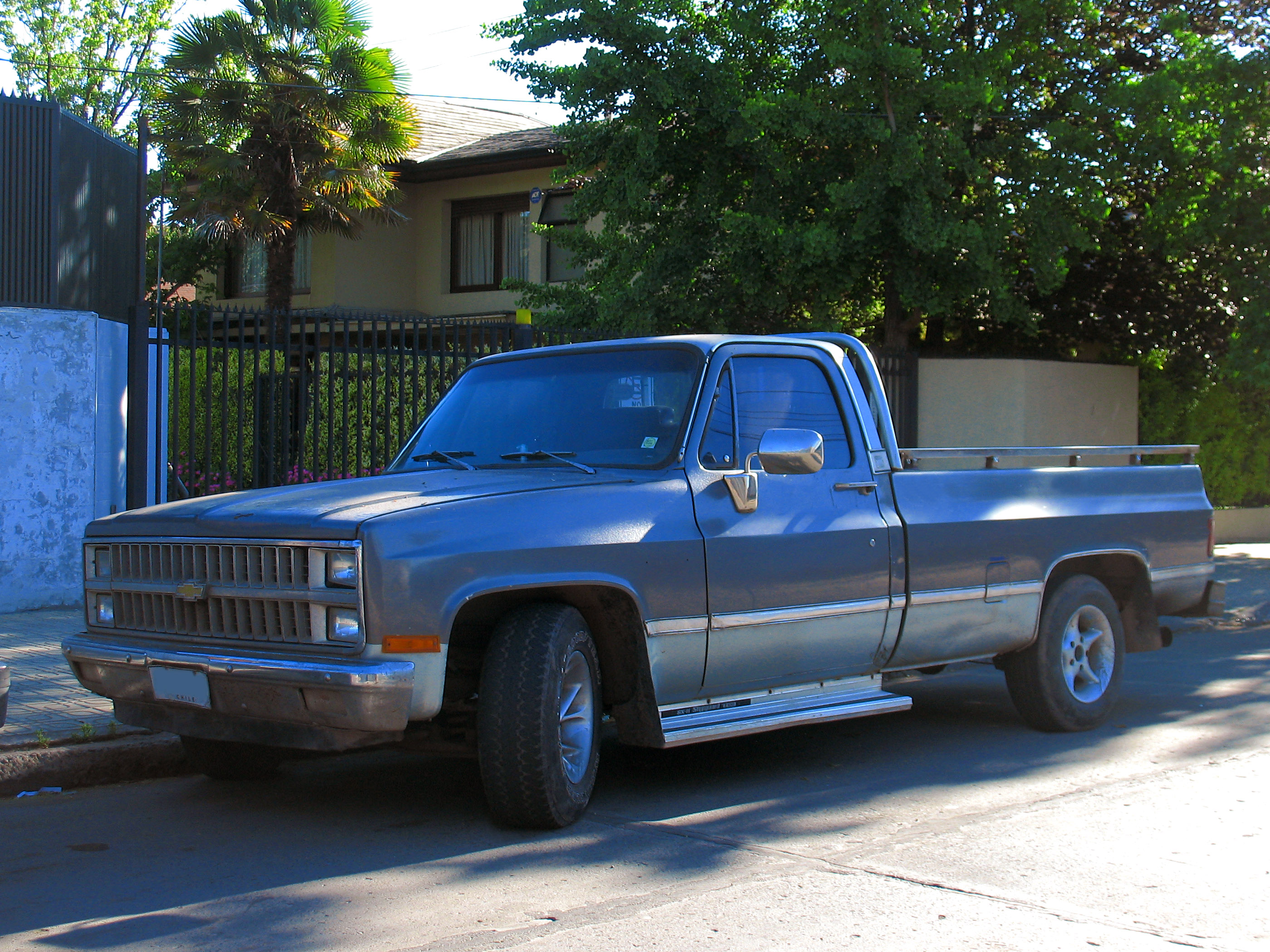

En 1973, General Motors decidió que era tiempo de innovar. Para ello, decidió una vez más cambiar radicalmente el concepto de diseño de la C-10. Fue así que en este año, fue presentada la tercera generación de la Chevrolet C-10. La misma, poseía un diseño totalmente nuevo y diferente a todo lo ya conocido.
Se trataba de una nueva camioneta, mucho más portentosa, con un diseño que brindaba cierta seguridad a la hora de cargar demás a la camioneta. Esta camioneta, tomaba el concepto de diseño "Custom", y su apariencia la denotaba como un vehículo muy rústico. Los extremos de sus líneas se tornaron más redondeados a lo largo de la carrocería, siendo su cabina de un diseño que conjugaba líneas rectas con pequeñas curvas en la parte trasera de su techo. Presentaba también, un fuerte sobresaliente en su trompa rectangular, donde iba alojada su parrilla siendo sus faros ubicados a sus costados, pero más retrasados que la parrilla.
El desarrollo de la C-10 de tercera generación se inició en 1968 con los componentes del vehículo en fase de pruebas simuladas en las computadoras antes de las primeras recolecciones prototipo siquiera fueron construidos para las pruebas del mundo real.
Los ingenieros de diseño de GM modelaron el exterior llamado "Rounded-Line", en un esfuerzo para ayudar a mejorar la aerodinámica y la eficiencia del combustible, utilizando la tecnología de túnel de viento para ayudarles a esculpir el cuerpo. Otros rasgos de diseño incluyen la construcción de "doble pared", cuerpo escultural elegante trabajo, un taxi aerodinámico con el rastrillo parabrisas escarpado, y una antena de radio escondida disponible único incrustado en el vidrio parabrisas. 
El diseño de esta camioneta ponía a Chevrolet a la vanguardia en tecnología, superando incluso a sus rivales, que no innovaban demasiado. Su capacidad de carga era mayor a la anterior edición. En cuanto a su mecánica, continuaba siendo la misma, solo que ahora comenzaba a salir de serie el motor "250" de 4100 cm³ y 145 HP de potencia. También presentaba la versión con motor "230" de 3800 cm³ y 130 HP. Todos acoplados a una caja manual de 3 velocidades. También, otro objeto de herencia recibido de la versión anterior, fue su control de tracción PosiTrac, el cual permitía un mejor desempeño en terrenos difíciles.
En 1985, La nueva camioneta, que fue presentada con el sobrenombre de Custom, pero que ahora presentaba un facelift. Su parrilla, anterior, posterior a diferencia del viejo modelo, era totalmente plana, sin sobresalir hacia adelante. Sus faros cuadrados fueron reemplazados por la opcional de dos o cuatro pequeños faros cuadrangulares, dispuestos en un par a cada costado. Estos faros eran los principales, mientras que los guiños estaban dispuestos en el paragolpe.

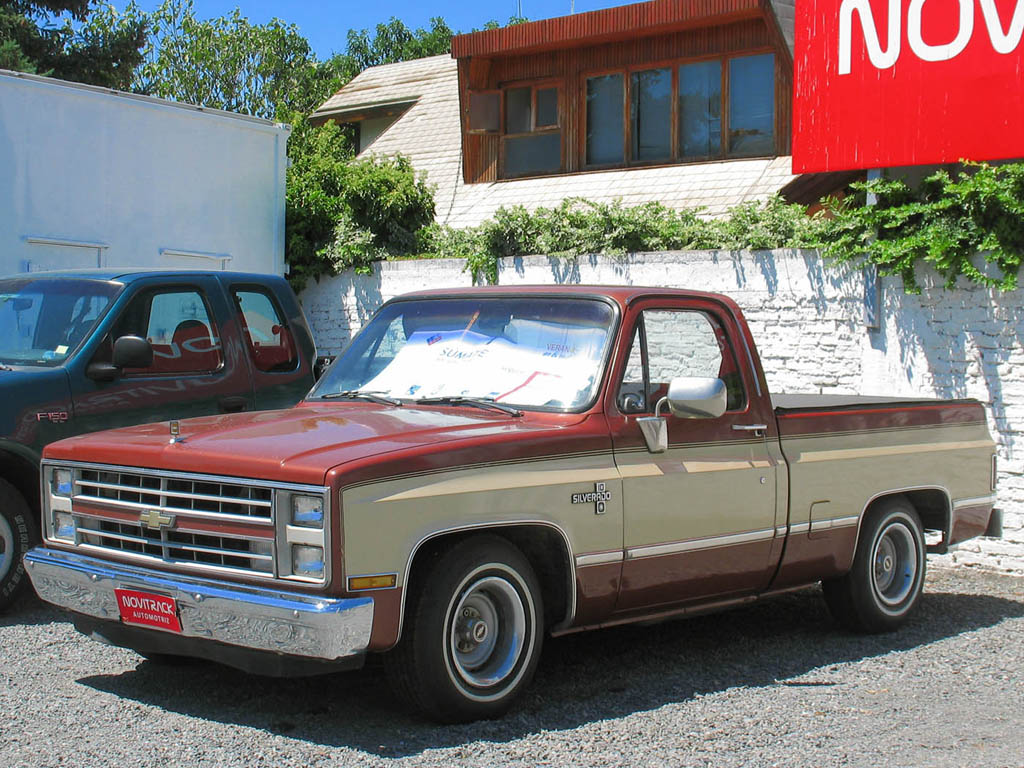

Alrededor de 1978 fue presentado el modelo Silverado, que venía con la misma estética de la Custom, pero que traía novedades como ser Dirección Asistida, neumáticos más grandes, o aire acondicionado. La Custom, además se presentaba en dos opciones: Custom, modelo base, o Custom De Luxe con aire acondicionado. Otra novedad que traían estas camionetas, era la incorporación de los frenos a disco delanteros, con doble circuito entre discos delanteros y tambores traseros.

En cuanto a sus motorizaciones, tuvo dos: nafta y diésel. El primero, era el clásico Chevrolet "250" de 130 HP de potencia y 4.1 litros de cilindrada utilizado para carreras nascar.

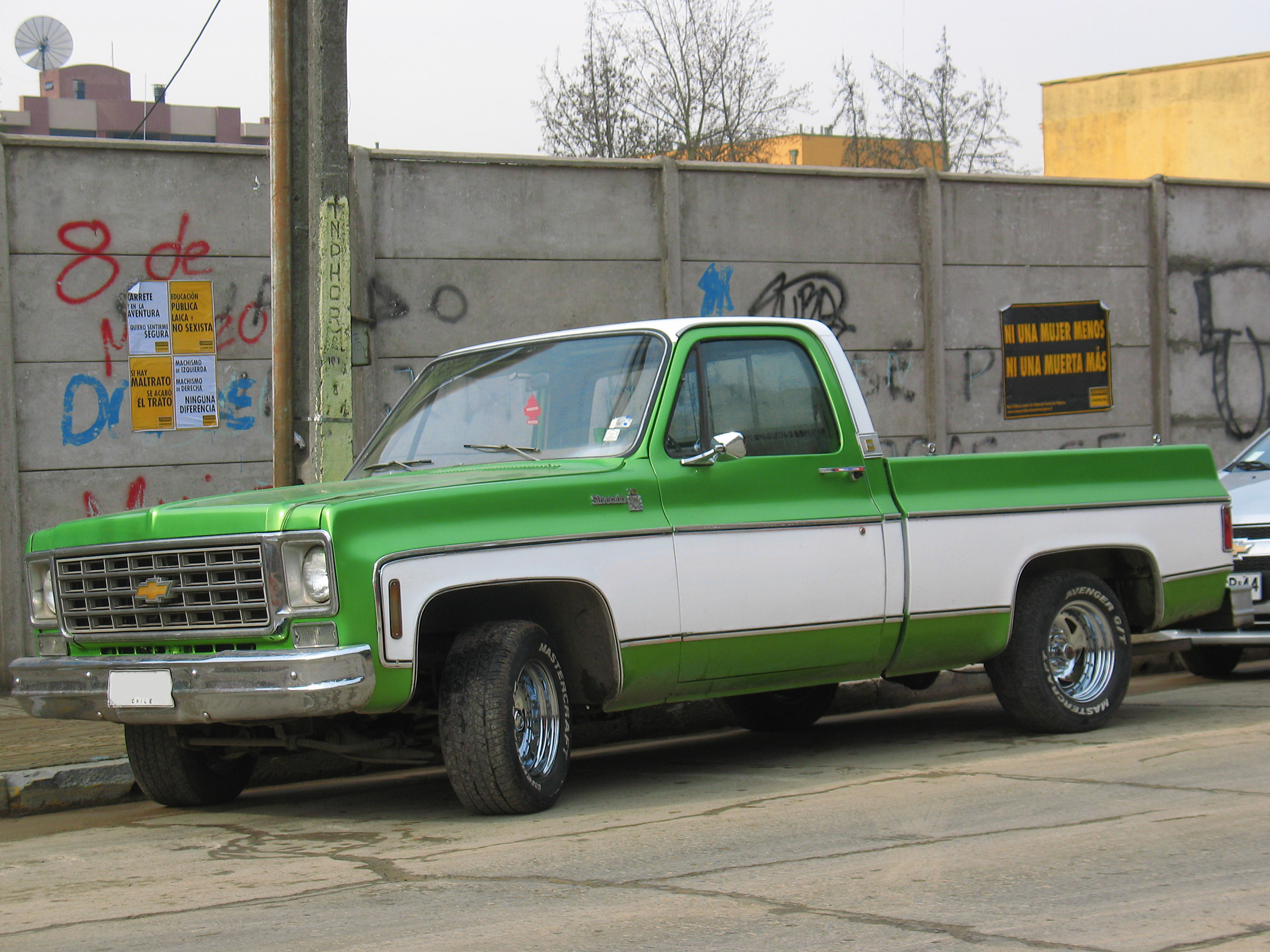

## Cuarta Generación (C-20/D-20 1986-1997) (En Brasil y Argentina)
Luego de este convenio firmado por General Motors y Sevel, la primera definió de esa forma su regreso a la Argentina, en 1993 y luego de 15 años de ausencia. Para ello, fueron necesarias dos etápas que se dieron de la siguiente manera: La primera. fue mediante un acuerdo entre la General Motors y CIADEA (más tarde, Renault Argentina S.A.). La segunda, fue durante la segunda mitad de la década del 90, con el levantamiento de una nueva planta en la ciudad de Rosario (Argentina).
Con respecto a la primera parte de este regreso, General Motors firmó un acuerdo con CIADEA para la producción de las nuevas camionetas Chevrolet C-20 y D-20, en la planta que la ex-Renault poseía en Santa Isabel, Córdoba. El plan contemplaba una producción de 25.000 unidades de las cuales 19.000 estarían destinadas para su exportación en el Mercosur.
En su diseño, estas camionetas eran muy similares del viejo modelo producido por Sevel, pero con un rediseño en su frontal, que incluía una parrilla más pequeña y faros rectángulares más pequeños. Las novedades tecnológicas de las nuevas C-20 y D-20, pasaban por su motorización y su caja de cambios. De hecho, las letras "C" y "D" denotaban el tipo de motorización de cada camioneta. La Chevrolet C-20, estaba equipada con el clásico motor "250" de Chevrolet de 4100 cc, mientras que la D-20 presentaba la novedad de contar con una motorización diésel. El mismo era un motor Perkins 4236 de 3.9 litros. Además para 1997, la D-20 tenía dos opciones de motor, siendo el mismo motor Perkins con opción de aspiración normal o el nuevo motor turbodiésel Maxion de 4 litros de origen brasileño. La otra novedad que traían las camionetas tenía que ver con su transmisión, ya que venían equipadas con cajas manuales de 5 velocidades. También su sistema de frenado se renovaba, pasando a llevar nuevos sistemas de frenos a disco con sistemas ABS antibloqueo. En 1997, fue presentada la versión "D-20 Custom", una versión evolucionada de la D-20, con equipamiento de lujo como ser, aire acondicionado, dirección hidráulica, etc.
Por supuesto, además de fabricarse las camionetas C-20 y D-20, el acuerdo alcanzado entre General Motors y CIADEA, incluía la exportación de estos productos al Mercosur, como así también la importación de productos Chevrolet a la Argentina, o la exportación de productos Renault a Brasil. Lo raro y curioso es este convenio, fue la exportación al Brasil de una partida de camionetas Renault Trafic, que fueron rebautizadas como "Chevrolet Trafic". En el rubro de importaciones para la República Argentina, Chevrolet importó una partida de automóviles Chevrolet Chevette (renombrados en el país como GMC Chevette) y de camionetas 4x4 Chevrolet Veraneio. Precisamente, este modelo de camionetas era el derivado familiar de las C-20/D-20 argentinas. Se trataba de un vehículo familiar todoterreno de tracción 4x4 con capacidad para llevar 8 pasajeros, con motorización nafta, Diésel y a alcohol para el mercado brasileño. A pesar de tener la marca Chevrolet y de llevar la garantía de fábrica de la marca, la Veraneio fue diseñada y fabricada por la empresa carrocera Brasinca, la cual era experta en adaptar carrocerías de grandes pickups como coches de calle. Unos años más tarde, Brasinca presentó la Bonanza, una versión más corta de la Veraneio y de dos puertas. Ambas camionetas, al estar tan bien construidas, recibieron la garantía de Chevrolet de fábrica.
Finalmente, estas camionetas dejaron de producirse en 1997, siendo ya fabricados por GM de Argentina. Esta misma empresa, decidió su descontinuación, anunciando la llegada y la construcción de un nuevo modelo traído de los Estados Unidos: La Chevrolet Silverado.

## Cuarta Generación (1987-2002)
El desarrollo de estas camionetas pick up comenzó alrededor de 1984 y se introdujeron en septiembre de 1987 como modelos de 1988 (conocidos como la plataforma GMT400), había ocho versiones diferentes de la línea / K C para 1988: Cab Fleetside Single Cab, Fleetside extendida, Fleetside Crew Cab, y Stepside Single Cab, cada uno, ya sea 2WD (C) o 4WD (K) líneas de conducción. Todos los modelos C / K montarían en la suspensión delantera independiente. Tres niveles de acabado disponibles: Cheyenne, Scottsdale, y Silverado. Motores fueron un 160 CV (119 kW) 4.3 L V6, un 175 CV (130 kW) 5.0 L V8, un 210 CV (157 kW) 5.7 L V8 y un motor V8 de 6.2 L diésel. A 230 caballos de fuerza (172 kW) 7.4 L V8 estaba disponible en los camionetas pick up de 4.3 toneladas y una tonelada. Para mejorar la durabilidad de los camionetas pick up ofrecieron un amplio uso de acero galvanizado resistente a la corrosión y un marco completamente soldado con una sección frontal en caja de resistencia y rigidez.
A diferencia drástica entre las camionetas de GM de tercera generación y la cuarta generación fue la suspensión; los camionetas de GM cuarta generación utilizan todas las suspensiones delanteras independientes (IFS).
En 1989, un 2WD fleetside paquete de apariencia Sport de media tonelada estaba disponible con paragolpes negro y rojo y el ajuste del cuerpo, y una parrilla de color negro con rojo se indica el emblema de Chevrolet, rines cromados con casquillos de centro de encargo, y faros antiniebla. El 89 fue una producción limitada establecido para determinar qué tan bien el paquete de "Sport" sería recibido por los consumidores en los años siguientes. El paquete Sport fue más de un asiento y la edición de paquete de remolque, así como algunas mejoras de motor que no estaban en disponible en otros camiones Chevrolet de la época.
También en 1989, el paquete de apariencia deportiva 4x4 incluye paragolpes negro y el ajuste del cuerpo, molduras en los rines, espejos, parrilla deportiva, llantas de aluminio fundido de 16 pulgadas y especial credencialización "4x4" en la caja y placa "SPORT" en el portón trasero. El cuadro y el portón trasero calcomanías estaban flanqueados por las pajaritas Chevy rojo indica. El paquete deportivo se ofrece solo a partir de 1989 hasta 1992 ya que algunas compañías de seguros. 
Comenzaron a expresar sus preocupaciones con la idea de un camión de alto rendimiento. Código de RPO era EXC. Este modelo solo estaba disponible con la cabina estándar y la caja regular. Colores incluyen blanco, negro y rojo. Un paquete Z71 todo terreno también estaba disponible con placas de deslizamiento y amortiguadores Bilstein, convirtiéndolo en el primer paquete todoterreno ofrecido por los tres grandes fabricantes de automóviles y unos años más tarde Ford haría su propio paquete FX4. La camioneta de trabajo (W / T) también se introdujo en 1990, que contó con una cama larga de un solo taxi con Cheyenne asiento y nueva parrilla con paragolpes negros. También en 1988, el GMC 3500 EFI con un 454 (7.4 L) estaba disponible. El 454 EFI produce 230 caballos de fuerza (172 kW) y 385 libras pies (522 N · m). 
En 1991, la transmisión automática 4L80-E estaba disponible para los camiones de 3.4 toneladas y una tonelada. En 1992, la transmisión manual de cuatro velocidades se cayó y los camiones Stepside estaban disponibles con cabina extendida. El diésel V8 de 6.5 litros también se puso a disposición con un turbocompresor. 
En 1989, un paquete Sport estaba disponible para el lado de la flota de corto cama camiones Chevrolet, que ofrece, moldeado cuerpo de color rayas, paragolpes color de la carrocería, y una parrilla luces apagadas con ruedas de acero cromado y tapas centrales plástico cromado especializados. El paquete Sport también incluye un enganche estándar Receptor Chevrolet y suspensión trasera más rígida, así como petróleo y de transmisión de las líneas de enfriamiento y el paquete de frenos más pesados. De los primeros 1989 camiones Silverado deporte solo había 5.400 producidas. 
El paquete "Sport" fue reintroducido en 1990, esta vez con faros compuestos y diferentes emblemas en las cabeceras. Este es uno de los looks más frecuentemente falsificada para los camiones Chevrolet pero decodificación VIN revelará si se trata de un verdadero "Sport" o no. Modelos 1994 recibieron una nueva fascia delantera, CHMSL mandato federal, muchos nuevos colores exteriores que incluye una nueva opción de dos colores en los paneles inferiores, y nuevas combinaciones de neumáticos y ruedas. Todos los modelos 1995 recibieron un nuevo interior que incluyó un nuevo volante que contiene una bolsa de aire del lado del conductor, un nuevo tablero que contiene una radio más central montado, dial-operado sistema de climatización y un clúster mejorada calibre. Nuevos paneles de las puertas delanteras y nuevos asientos también fueron incluidos. Finales de 1995 los 1500 series y 2500 series de camiones de tracción en dos ruedas se reunieron con la transmisión 4L60E más nuevo y el 700 R4 ya no se utilizó en este punto. Cambia exterior este año incluyó un trabajo de pintura en dos tonos especiales, disponibles en muchas variedades diferentes nuevo brillo plegables negros espejos exteriores y los tiradores de las puertas se cambió de un acabado negro brillo suave a una textura, acabado satinado. En 1996, una tercera puerta montada del lado del pasajero era opcional en los modelos de cabina extendida. Se incluyó una nueva gama de motores. Los motores "Vortec" significaron aumentos de HP a través de V6 de gasolina y motores de bloque pequeño V8. El V8 6.2 diésel fue caída.
En 1997, se introdujo una bolsa de aire del lado del pasajero en 1500 los modelos con el fin de cumplir con las nuevas regulaciones federales para camiones ligeros. Esto significó un nuevo diseño ligero tablero de instrumentos para incorporar estas bolsas de aire. En los modelos en que las bolsas de aire de pasajeros no se incluyeron, el espacio fue ocupado por un compartimiento de almacenamiento. Además, 1997 fue el último año del C-10 Silverado, mostraría CHEVROLET en el portón trasero.
1998 significó cambios de equipamiento e insignia de menor importancia como GM preparó la final de la plataforma GMT-400. Hubo cierta superposición en 1999-2002 años modelo. En respuesta a las continuas ventas de flotas, los camiones de GMT400 se produjeron como la Sierra Classic / Silverado Classic hasta que el GMT400 terminó la producción a finales del año 2002. Una versión brasileña del GMT400 fue producido en Brasil alimentado con una línea Chevrolet seis, un 4.2 litros I6 MWM Sprint Turbo Diesel y un 4.0L I4 NA Maxion Diesel.
El GMT400 y G-Van eran las dos últimas plataformas de utilizar los tradicionales de bloque pequeño de Chevrolet V8 en el modelo 2002.

## La Chevrolet C-10 en otros países

### La Chevrolet C-10 en Argentina
La Chevrolet C-10 producidas en Argentina por el fabricante norteamericano Chevrolet fueron similar a los modelos norteamericanos de Chevrolet, que si bien tuvo diferentes evoluciones, mantuvo su nombre original C-10, desde su presentación en 1960, hasta su finalización en 1978. Tuvo también una versión especial, fabricada en Argentina por Sevel Argentina desde 1985 hasta 1991. Durante ese período, presentó dos modalidades de motor: Chevrolet naftero e Indenor diésel. También fue comercalizada a la par de un modelo importado desde Brasil, que era denominado C-20 y que presentaba una nueva opción de motorización diésel. Finalmente, entre 1994 y 1997 fue fabricada en Córdoba, Argentina por General Motors de Argentina, con el nombre de Chevrolet C-20/D-20. Fue reemplazada en 1997 por la Chevrolet Silverado. Sus máximos rivales, fueron la Ford F-100 y la Dodge Pick-Up.
Como curiosidad, esta camioneta tomó un nombre en particular por cada etapa en la que fue fabricada, siendo conocida como Apache desde 1960 hasta 1967, Brava desde 1967 hasta 1974 y simplemente C-10, desde 1974 a 1978. También, durante la época de fabricación por parte de Sevel Argentina fue bautizada como Custom y Silverado, mientras que la Cheyenne era importada de Estados Unidos.

### La Chevrolet C-10 en Colombia
La Chevrolet C-10 fue uno de los primeros productos que GM Colmotores ensambló tras ser adquirida dicha planta por General Motors de manos de la Chrysler Corporation en los 80, tras su quiebra en Europa.
Con materiales provenientes de Estados Unidos y la Argentina, dicha camioneta vio mucha demanda gracias a su amplio platón de carga, su robusta motorización y a su gran reputación, le hicieron incluso el ser usada como chasis para "busetas" (C-350), y camiones de uso militar (hubo versiones conocidas como transportes multirol).
Su producción cesó oficialmente en 1985, pero fue en 1982 que se vio superada por una competidora más compacta y económica de procedencia japonesa, la Chevrolet LUV, que desde ese año y hasta 2008 estuvo en ensamblaje local, con materiales de diferente procedencia (brasileño, japonés y tailandés), por lo que desde el año de su salida no tuvo su reemplazo, el que volvió a llegar bajo la designación Chevrolet Silverado en 1993, junto a su similar, la Chevrolet GrandBlazer, las cuales son ahora comerciadas bajo la designación Chevrolet Tahoe y Chevrolet Yukon en la actualidad.